# Espluga del Madaleno
L'Espluga del Madaleno és una cavitat del terme de Conca de Dalt, al Pallars Jussà, dins de l'antic terme d'Hortoneda de la Conca, en territori de l'antic poble d'Herba-savina.
Està situada a la paret de la Serra de Pessonada al nord-oest d'Herba-savina, a l'extrem sud-est de la Serra del Banyader, a prop i a ponent del Forat Negre.